# Ibišek dřípený
Ibišek dřípený (Hibiscus schizopetalus) přísluší k rodu ibišek, poměrně hojně používanému jako okrasné rostliny. Tento druh je však v ČR pěstován méně než ibišek čínský (Hibiscus rosa-sinensis) neboli čínská růže. Ibišek dřípený pochází z Afriky, proto se, v porovnání s jinými druhy ibišků, lépe vyrovnává se suchým vzduchem i znečištěným prostředím. V ČR se používá jako pokojová rostlina, kterou je možno na letní měsíce umístit venku.

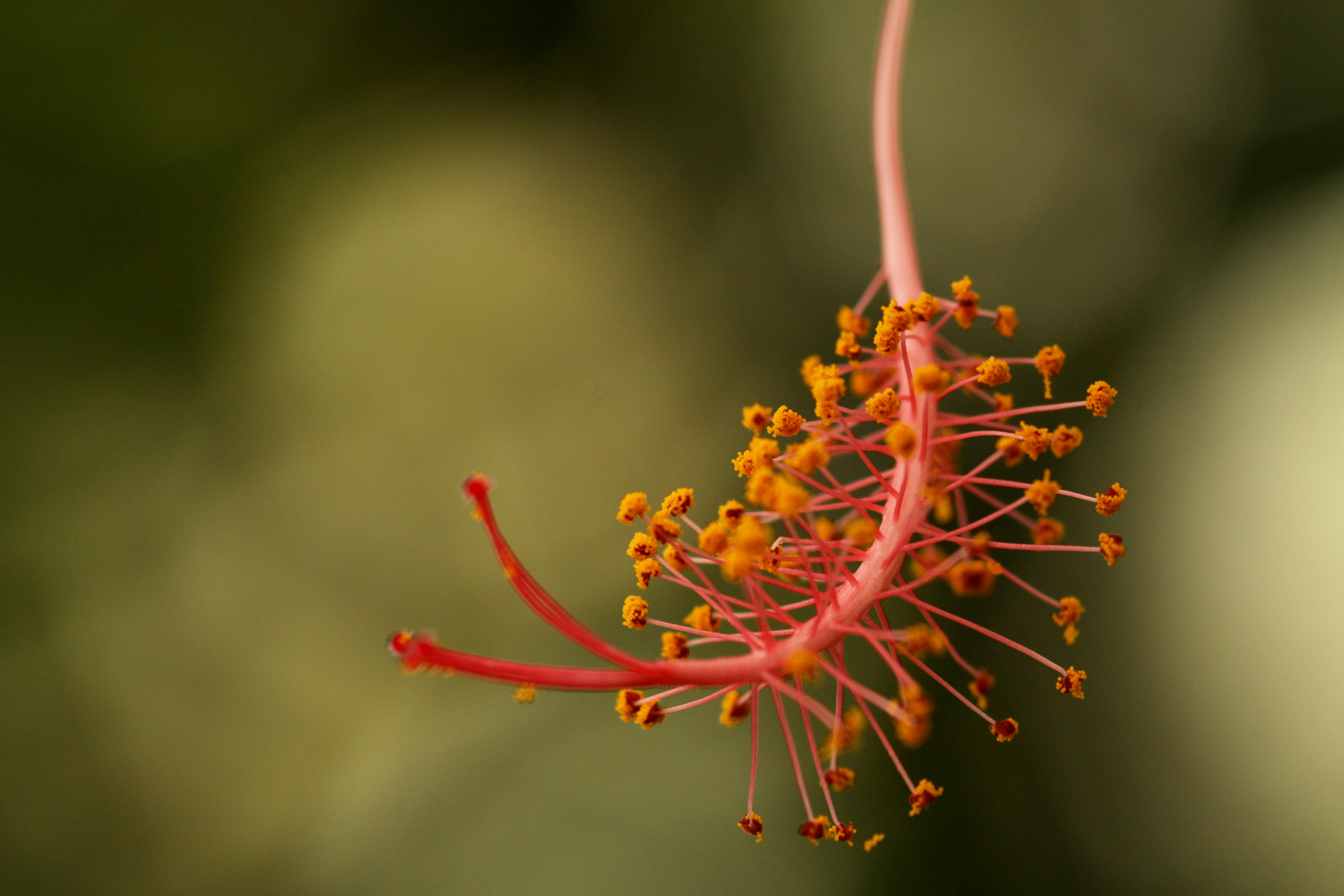
Detail konce květu

## Péče
Ibišek dřípený je stálezelený keř. Listy jsou lesklé, tmavozelené, menší než u ibišku čínského. Neupravované keře dosahují velkých rozměrů.
Pro zdravý růst a kvetení je nutné rostlinu v předjaří prořezat hlubokým řezem. Důležitá je také celoroční dostatečná zálivka a vhodná půda, nejlépe směs kompostu, listovky a písku. Z květů, které jsou převislé, dlouze stopkaté s hluboce roztřepenými korunními lístky a dosahují délky až 8 cm, se můžeme těšit zhruba od května do podzimu. Květy však nejsou příliš trvanlivé, zpravidla vydrží pouze jeden den. Do moderních suchých bytů se hodí lépe než běžnější ibišek čínský, neboť lépe snáší suchý vzduch a nevyžaduje pro kvetení chladné období vegetačního klidu.
Množí se řízky.